# Roman Procházka
Roman Procházka (* 14. März 1989 in Jaslovské Bohunice) ist ein slowakischer Fußballspieler. Der Mittelfeldspieler spielt schon seit seiner Jugendzeit für FC Spartak Trnava.

## Vereinskarriere
Procházka spielte in der Jugend beim FC Spartak Trnava. Sein erstes Spiel für die A-Mannschaft von Spartak spielte er am 13. Mai 2007 gegen ŠK Eldus Močenok, er wurde in der 65. Minute eingewechselt. Procházka spielte bis Anfang August 2011 für Spartak 97 Spiele und erzielte 9 Tore.

## Nationalmannschaft
Procházka spielte für die slowakische U-21 Nationalmannschaft in zwölf Spielen und erzielte ein Tor. Am 10. August 2011 gab er sein Debüt für die Slowakei im Freundschaftsspiel gegen Österreich. 